# Cathédrale Sainte-Marie-Majeure de Spilimbergo
Cette cathédrale Sainte-Marie-Majeure est le principal lieu de culte de la ville de Spilimbergo, ville située dans la province de Pordenone et le diocèse de Concordia-Pordenone, en Italie. Elle fait partie des paroisses de Spilimbergo.

## Historique
L'église est commandée par le seigneur de Spilimbergo Walterpertoldo en 1284 ; la première pierre est posée le 4 octobre de la même année. La construction dure jusqu'en 1359 environ, même si la cathédrale n'est consacrée qu'en 1453.
L'irrégularité du plan de sol est du, plus qu’à des reconsidérations ou des rénovations, à l’exploitation de structures déjà existantes et à la conformation du terrain. L'édifice est adossé à un mur, et le clocher-tour est bâti sur un portail du même mur.

## Description

### Extérieur
La façade est ornée de sept oculi et est d'une extrême sobriété. Le nombre symbolique de sept rappelle plusieurs textes de la Bible dont l'agneau aux « sept cornes et sept yeux » de l'Apocalypse. Deux des sept oculi murés en 1858, ont été rouverts en 2011.
L'entrée principale n'est pas celle de la façade principale, mais le portail construit sur la façade nord, qui donne sur la Piazza del Duomo. Il a été construit en 1376 par Zenone da Campione et était à l'origine réservé à l'entrée des seigneurs.

### Intérieur

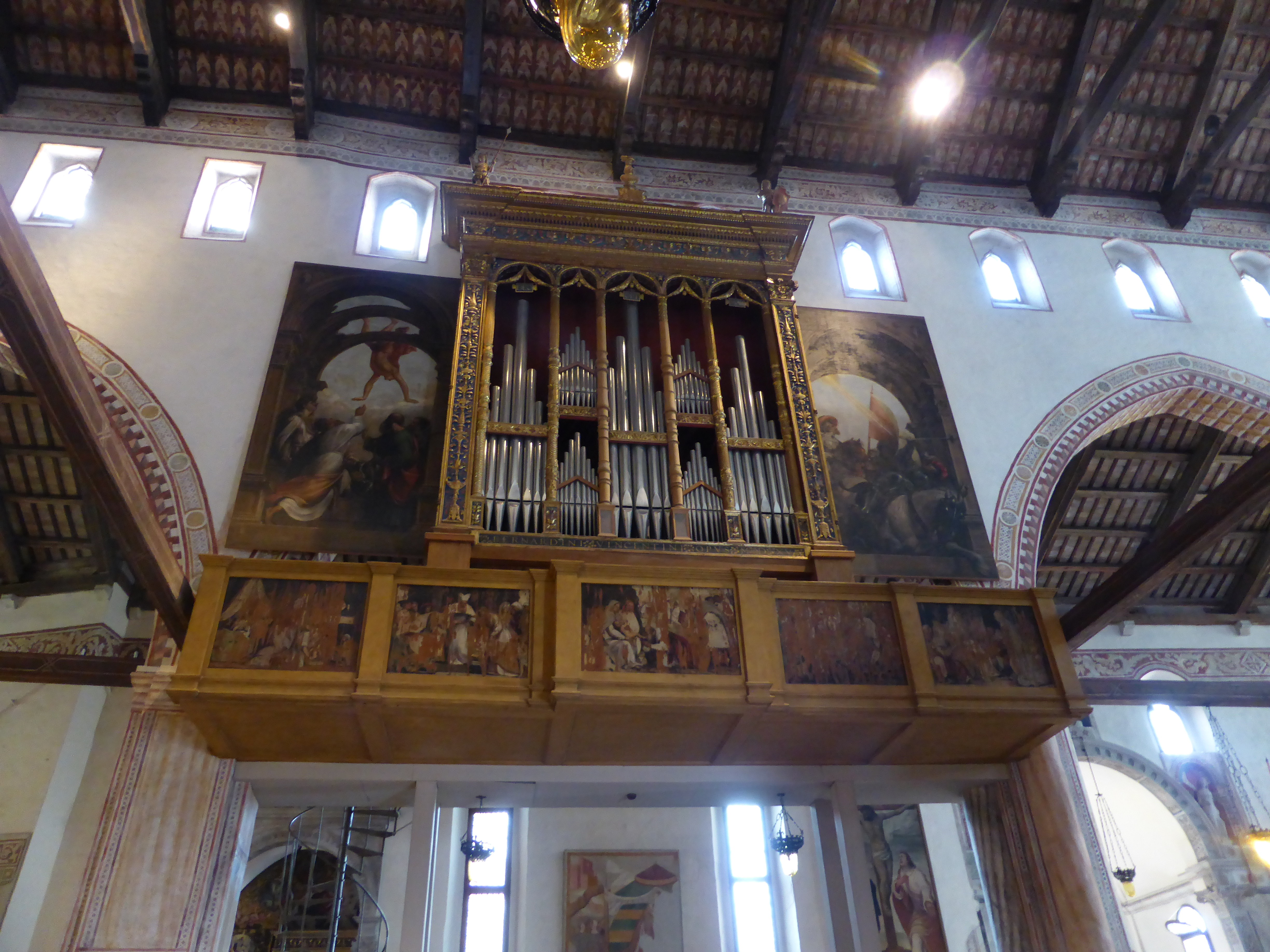
Le grand orgue dans la nef centrale.

L'intérieur se compose de trois nefs. Dans la deuxième travée de la nef centrale, se trouve l'orgue Renaissance déplacé ici en 1981 après les travaux de restauration à la suite du séisme du 6 mai 1976 au Frioul. L'instrument original, œuvre de Bernardino Vicentino de Venise datant de 1515, avait été endommagé au cours des siècles et a été restauré par Francesco Zanin avec l'utilisation de matériaux et de méthodes d'époque. Il est utilisé pour la liturgie, pour des concerts et de nombreux enregistrements. Le buffet d'orgue, l'un des plus anciens au monde, est orné de toiles et de panneaux peints par Le Pordenone en 1525. Les portes contiennent trois représentations :
- Assomption de Marie (porte fermée) ;
- Chute de Simon le Magicien (porte de gauche ouverte) ;
- Conversion de Saül (porte ouverte à droite).

Dans la tribune, cinq tableaux représentent les Histoires de la Vierge, tandis que quelques pages figurent dans les espaces latéraux.

#### Chœur
Le chœur est décoré d'un cycle de fresques du XIVe siècle, clairement dérivé de la leçon que Vitale da Bologna a laissée dans la cathédrale d'Udine. L'auteur, inconnu, est cité comme le Maître des Pavillons (it) ; ses œuvres remontent à la période 1350-1380.
Le mur de droite est décoré d'histoires de l'Ancien Testament :
- Création d'Adam et Eve
- Expulsion du paradis
- Travail d'Adam
- Meurtre d'Abel
- Lamech tue Caïn
- Arche de Noé
- Sacrifice d'Isaac
- Juifs dans le désert
- Prise de Jéricho
- David et Goliath
- Mort d'Absalom
- Retour de Tobie et Sarah
- Susanne dans le bain
- Salomon
- Nature morte

Sur le mur de gauche, figurent des histoires de la vie du Jésus-Christ, dérivées du Nouveau Testament ::
- Nativité
- Adoration des bergers
- Présentation de Jésus au Temple
- Fuite en Égypte
- Massacre des Innocents
- Jésus parmi les docteurs
- Noces de Cana
- Expulsion des marchands du Temple
- Transfiguration
- Entrée de Jésus à Jérusalem
- Prière à Gethsémani
- Arrestation de Jésus
- Flagellation de Jésus
- Montée au Calvaire

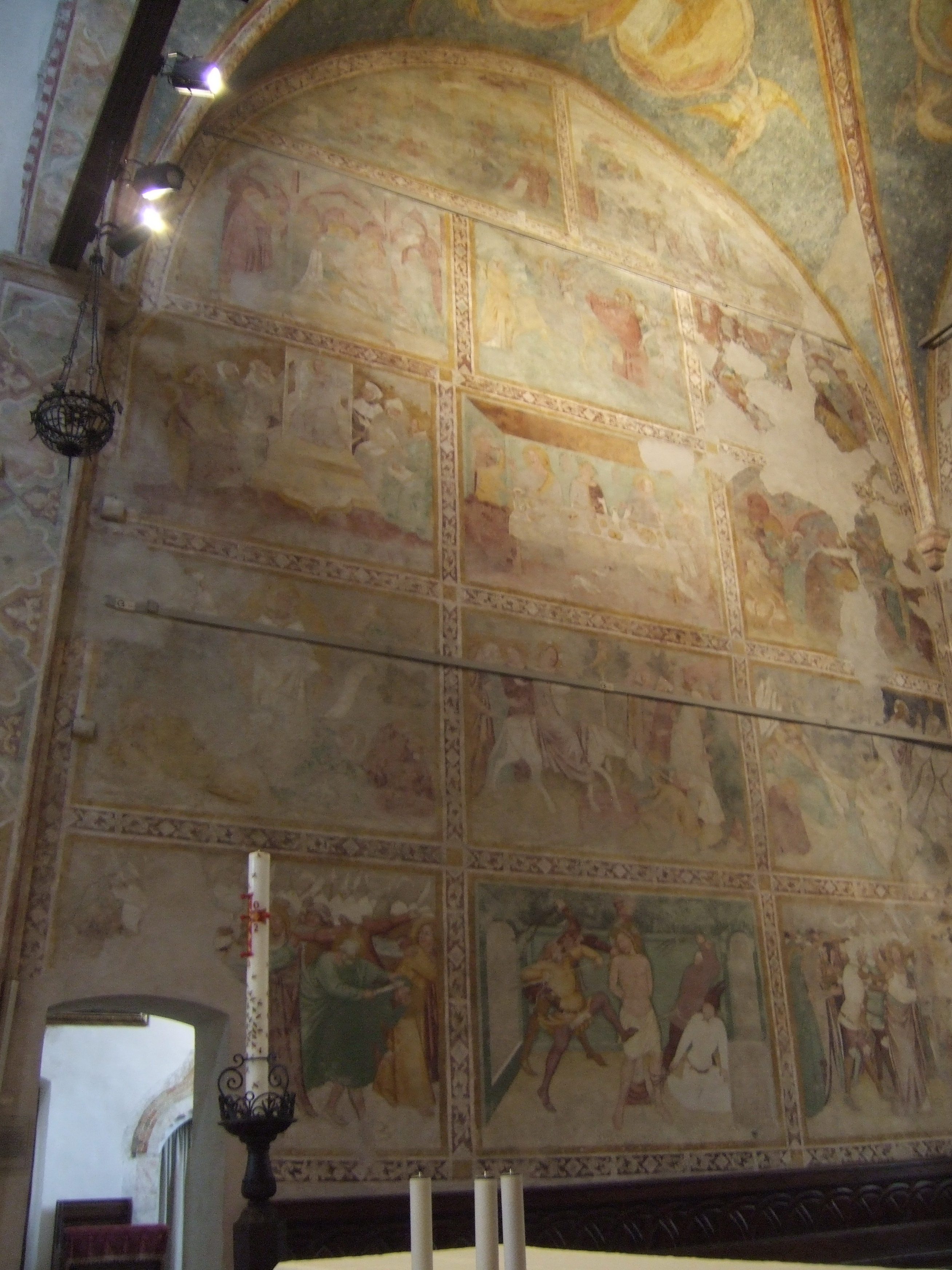
Maître des Pavillons, Histoires du Christ.

Le mur du fond est dominé par la scène dramatique de la Crucifixion.

#### Crypte

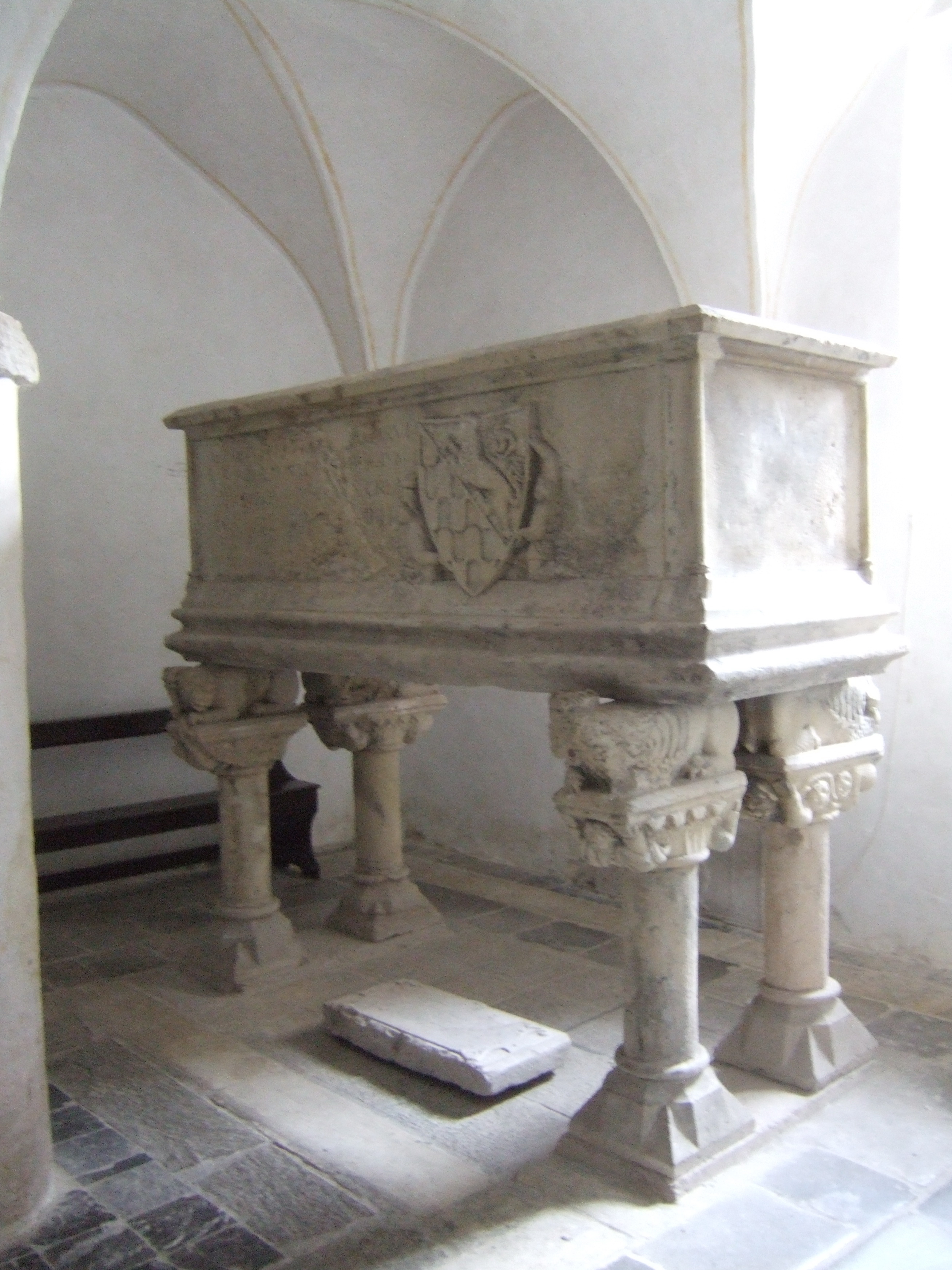
Arche sépulcrale de Walterpertoldo.

L'église inférieure se compose de cinq salles, dont l'une a été récemment fermée.
La chapelle nord contient l'arche sépulcrale de Walterpertoldo, mort en 1382, seigneur de Spilimbergo et maire de Trévise. Jusqu'en 1964, l'arche était exposée sur la place à côté de l'église, puis a été placée dans la crypte.

#### Chapelle du Rosaire

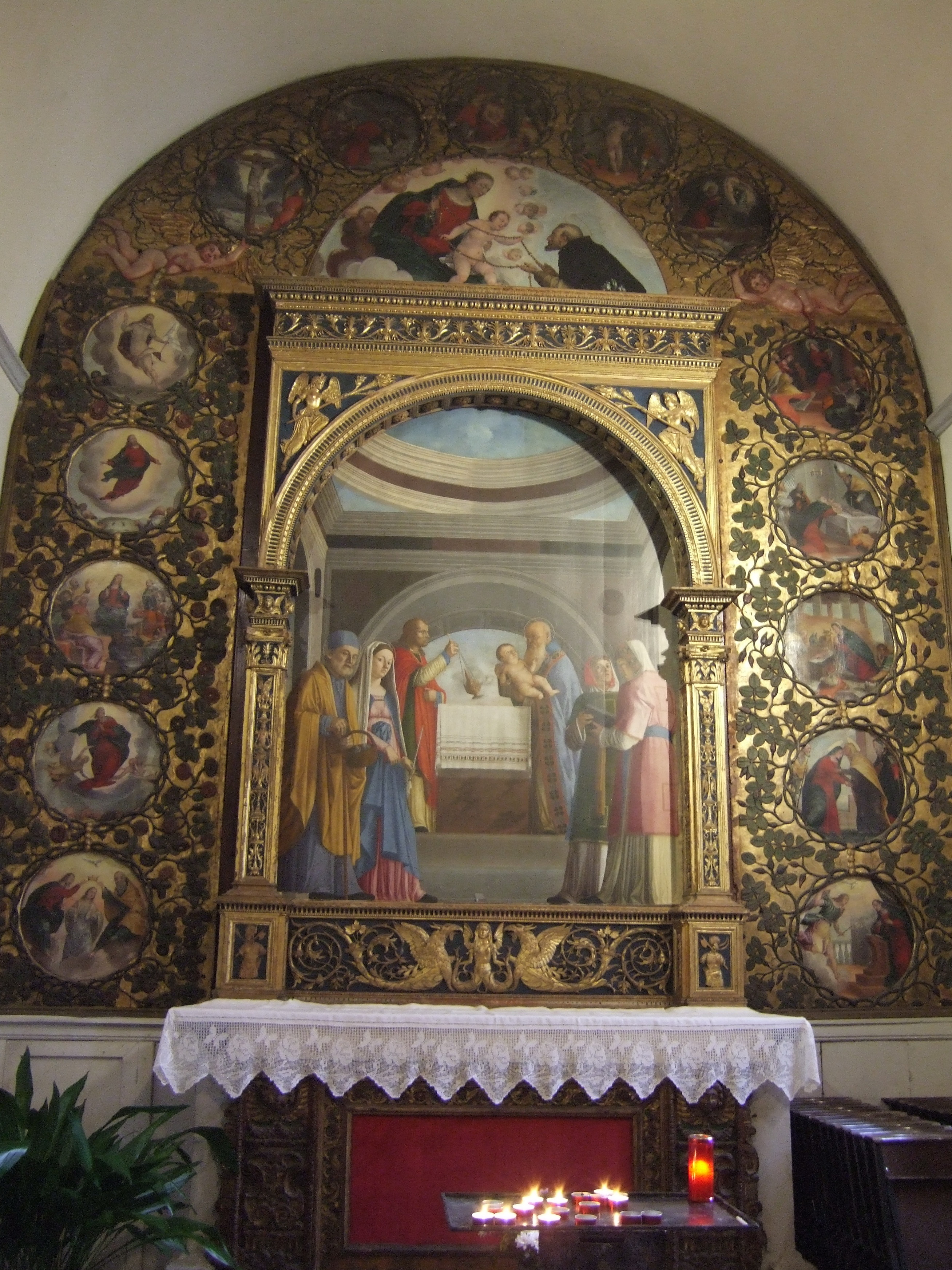
Giovanni Martini, Présentation au Temple avec les insertions de Gasparo Narvesa.

La chapelle est dominée par le retable de la Présentation au temple de Giovanni Martini (1503), avec un cadre avec les insertions des Mystères du Rosaire et de la Madone du Rosaire avec l'enfant Jésus et saint Dominique, œuvre de Gasparo Narvesa (1626-1627).